# Азиатский маршрут AH1
Маршрут AH1 — самый длинный автодорожный маршрут международной азиатской сети протяжённостью 20 557 км. Маршрут начинается от Токио и идет через Японию, Корейский полуостров, Китай, Юго-Восточную Азию, Бангладеш, Индию, Пакистан, Афганистан и Иран до границы между Турцией и Болгарией к западу от Стамбула.

## Япония

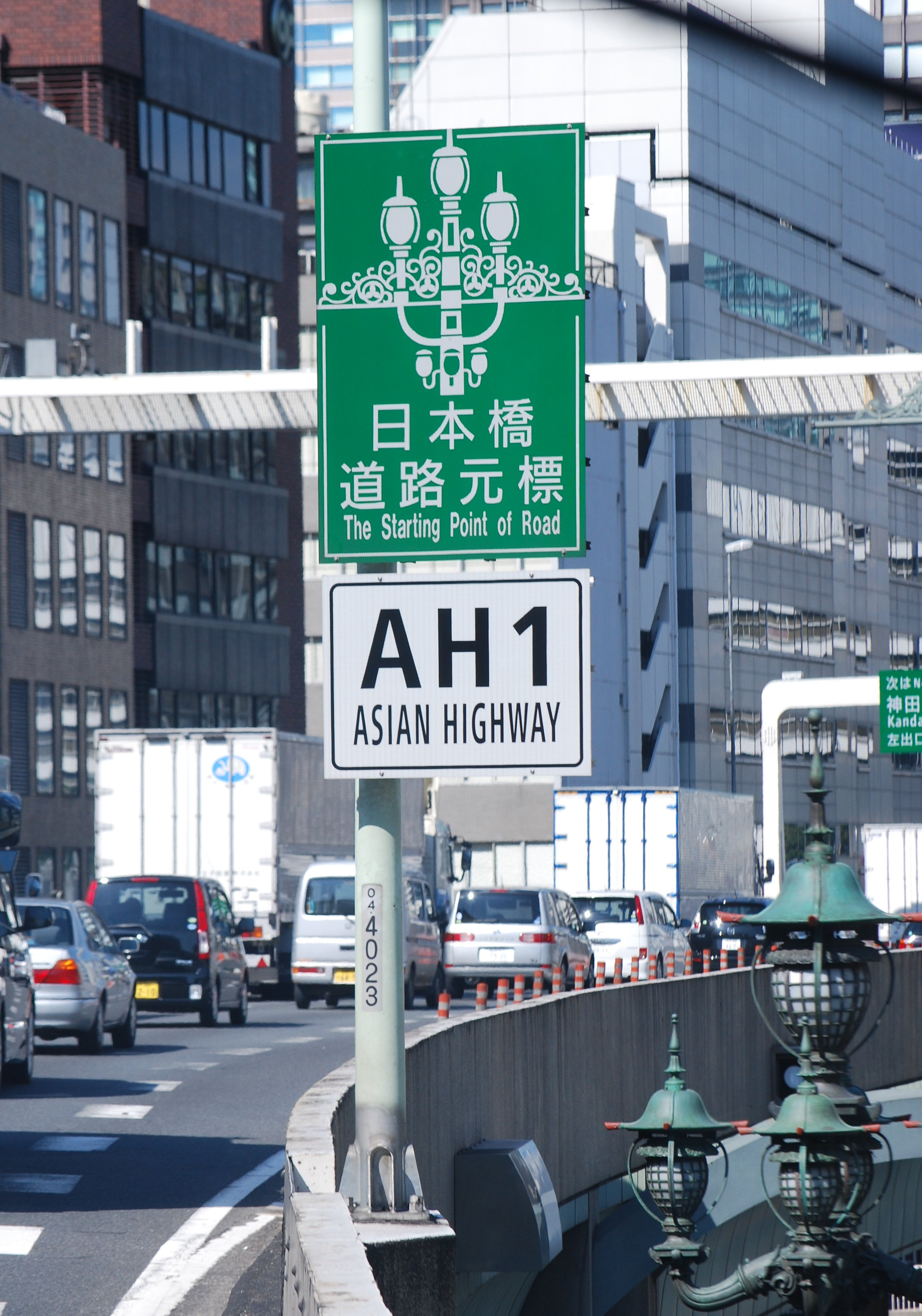
Начальная точка азиатского маршрута AH1

Японский участок, протяжённостью 1200 км вошёл в маршрут в ноябре 2003 года. В его состав входят следующие платные скоростные автодороги:
- Магистраль Сюто Внутренняя кольцевая дорога C1, Развязка Эдобаси — Развязка Такэбаси — Развязка Танимати
- Магистраль Сюто Маршрут № 3 линии Сибуя, Развязка Танимати
- Магистраль Томэй[4], Токио — Комаки
- Магистраль Мэйсин, Комаки — Киото — Суйта
- Магистраль Тюгоку, из Суйты до Кобе
- Магистраль Санъё, из Кобе до Ямагути через Хиросиму
- Магистраль Тюгоку, из Ямагути до Симоносеки
- Мост Каммон, из Симоносеки до Китакюсю
- Магистраль Кюсю, от Китакюсю до Фукуоки
- Магистраль Фукуока, Маршрут 4
- Магистраль Фукуока, Маршрут 1

Из Фукуоки, AH1 идет паромом до Пусана, Южная Корея. Также обсуждается проект подводного тоннеля, соединяющего Японию и Южную Корею.

## Южная Корея
Участок в Южной Корее проходит главным образом по магистрали Кёнбу, заканчивается на демаркационной линии между КНДР и Южной Кореей.
- Пусанская столичная дорога 71: Пусан —Чунгу — Пусан-Тонгу
- Пусанская столичная дорога 11: Пусан — Тонгу — Пусан-Кымджонгу
- Магистраль Кёнбу: Пусан — Кымджонгу — Кёнджу — Тэгу — Тэджон — Сеул-Сочхогу
- Сеульская столичная дорога 41: Сеул — Сочхогу — Сеул-Каннамгу — Сеул-Йонсангу
- Намсанский I туннель: Сеул — Йонсангу — Сеул-Чунгу
- Сеульская столичная дорога 21: Сеул — Чунгу — Сеул-Ынпхёнгу
- Национальная дорога 1: Сеул — Ынпхёнгу — Пханмунджом

## КНДР
- Пханмунджом — Кэсон
- шоссе Пхеньян-Кэсон
- шоссе Пхеньян-Синыйджу

## Китай
- : Даньдун
- : Даньдун — Шэньян
- : Шэньян — Пекин
- : Пекин — Шицзячжуан — Чжэнчжоу — Синьян — Ухань — Чанша — Гуанчжоу
  - : Гуанчжоу — Шэньчжэнь — контрольный пункт Шэньчжэнь — граница с Гонконгом
- : Гуанчжоу
- : Гуанчжоу — Наньнин
- : Наньнин — Ёуигуань

### Гонконг
- Шоссе 10 (часть): контрольный пункт Шэньчжэнь — граница с Гонконгом — Ланьди

## Вьетнам
- : Хыунгикуан — Донгданг — Ханой — Винь — Донгхой — Донгха — Хюэ — Дананг — Хойан — Куинён — Нячанг — Фантхьет — Бьенхоа — Хошимин
  - : Ветка из Бьенхоа в Вунгтау
- : Хошимин — Мокбай

## Камбоджа
- Шоссе 1: Бавет — Пномпень
- Шоссе 5: Пномпень — Пойпет

## Таиланд
- Шоссе 33: Араньяпратет —  Кабин Бури — Хин-Конг
- Шоссе 1: Хин-Конг —   Бангпаин
- Шоссе 32: Бангпаин  —   Чайнат
- Шоссе 1: Чайнат  — Так
- Шоссе 12: Так  — Мэсот

## Мьянма
- Шоссе 8: Мьявади —  Пайягаи
- Скоростная автомагистраль Янгон-Мандалай: Пайягаи  — Янгон
- Скоростная автомагистраль Янгон-Мандалай: Пайягаи   —  Мейтхила — Мандалай
- Шоссе 7: Мандалай —  Таму

## Турция

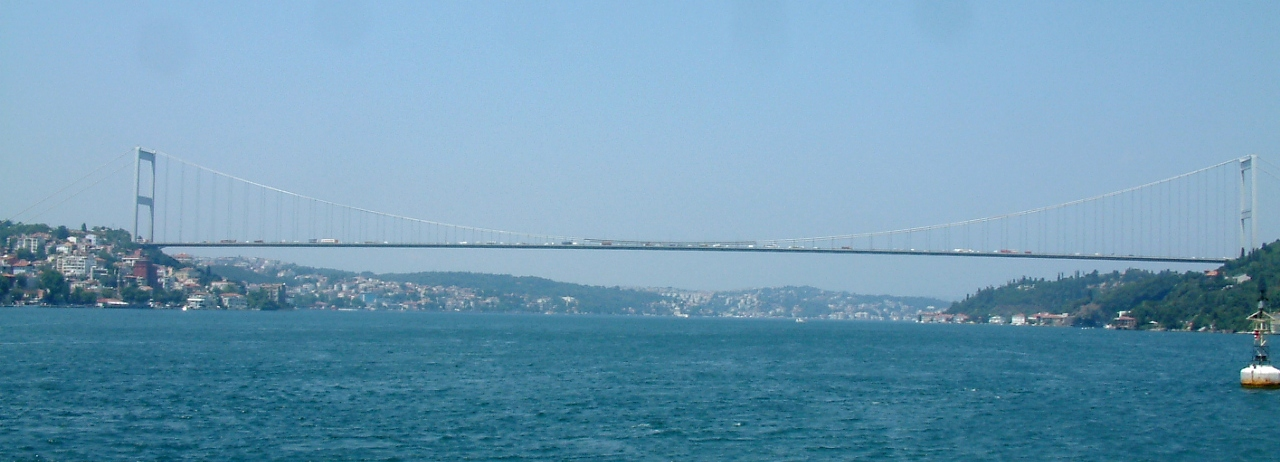
Мост Султана Мехмеда II через пролив Босфор, где пересекается с

## Индия
- Шоссе 102: Море  — Импхал
- Шоссе 2: Импхал — Кохима
- Шоссе 29: Кохима  —  Димапур —  Добока
- Шоссе 39: Димапур — Рангаджан  —  Нумалигарх
- Шоссе 27: Добока  — Нагаон  —  Джорабат
- Шоссе 6: Джорабат — Шиллонг
- Шоссе 206: Шиллонг — Дауки